# Flick of the Switch
Albums de AC/DC
For Those About to Rock We Salute You
(1981) '74 Jailbreak
(1984)
Singles
1. Guns for Hire
Sortie : septembre 1983
2. Flick of the Switch
Sortie : septembre 1983
3. Nervous Shakedown
Sortie : juillet 1984

Flick of the Switch est le 8e album du groupe de hard rock australien AC/DC. Il est sorti le 15 août 1983 sur le label Atlantic Records et est auto-produit par le groupe.

## Historique
Lors de sa sortie, l'album fut considéré comme une déception en comparaison de ses trois prédécesseurs qui furent de très gros succès (Highway to Hell, Back in Black et For Those About to Rock We Salute You). Pourtant pas mal de connaisseurs considèrent actuellement cet album comme totalement sous-estimé.
Il faut dire qu'il est sorti à une mauvaise période pour AC/DC, groupe "passé de mode" à l'époque de l'explosion de la New wave of British heavy metal (souvent raccourci NWOBHM) et de l'émergence du thrash metal.
L'album fut tout de même certifié platine par la RIAA et se classa 4e dans les charts britanniques et 15e dans les charts américains.
Le groupe a déclaré que l'album fut une tentative de retrouver un son brut et qu'ils étaient satisfaits du résultat. Malcolm et Angus considèrent l'album comme une réussite.
À la suite de conflits avec Malcolm Young, le batteur Phil Rudd quitta le groupe durant l'enregistrement de l'album, après avoir fini les enregistrements de batterie. Le batteur de studio B.J. Wilson fut engagé pour aider à compléter les enregistrements mais, officiellement, sa contribution ne fut finalement pas utilisée.
Le groupe engagea par la suite le futur batteur de Dio, Simon Wright. Wright tourna dans les clips de l'album et participa à la tournée qui suivit.
L'album a été remasterisé en 2003.

## Liste des titres
- Tous les titres ont été écrits par Angus Young, Malcolm Young et Brian Johnson excepté "Rising Power" par Young, Young, Johnson et Lange

Face 1
1. Rising Power - (3:43)
2. This House Is on Fire - (3:23)
3. Flick of the Switch - (3:13)
4. Nervous Shakedown - (4:27)
5. Landslide - (3:57)

Face 2
1. Guns for Hire - (3:24)
2. Deep in the Hole - (3:19)
3. Bedlam in Belgium - (3:52)
4. Badlands - (3:38)
5. Brain Shake - (4:09)

## Formation
- Brian Johnson : Chant
- Angus Young : Guitare solo, slide guitar (sur Badlands)
- Malcolm Young : Guitare rythmique
- Cliff Williams : Basse
- Phil Rudd : Batterie
- B.J. Wilson (non crédité) : Batterie mais contribution officiellement non utilisée
- Simon Wright : Batterie (clips et tournée uniquement)

## Charts & certifications

### Album
Charts
| Pays                                  | Durée du classement | Meilleur classement | Date              |
| ------------------------------------- | ------------------- | ------------------- | ----------------- |
| Allemagne (GfK Entertainment)         | 14 semaines         | 6e                  | 26 septembre 1983 |
| Australie (AMR Charts)                | 8 semaines          | 3e                  | 5 septembre 1983  |
| Autriche (Ö3 Austria Top 40)          | 6 semaines          | 9e                  | 1er octobre 1983  |
| Canada (RPM)                          | 18 semaines         | 12e                 | 1er octobre 1983  |
| États-Unis (Billboard 200)            | 23 semaines         | 15e                 | 15 octobre 1983   |
| France (SNEP)                         | 26 semaines         | 5e                  | 30 août 1983      |
| Norvège (VG-lista)                    | 7 semaines          | 4e                  | 5 septembre 1983  |
| Nouvelle-Zélande (RMNZ Albums Top40)  | 7 semaines          | 8e                  | 25 septembre 1983 |
| Pays-Bas (MegaCharts)                 | 8 semaines          | 10e                 | 10 septembre 1983 |
| Royaume-Uni (UK Albums Chart)         | 9 semaines          | 4e                  | 28 août 1983      |
| Royaume-Uni (UK Rock and Metal Chart) | 1 semaine           | 28e                 | 22 août 2010      |
| Suède (Sverigetopplistan)             | 5 semaines          | 8e                  | 20 septembre 1983 |
| Suisse (Schweizer Hitparade)          | 1 semaine           | 28e                 | 6 novembre 1983   |

Certifications
| Pays              | Certification | Ventes      | Date             |
| ----------------- | ------------- | ----------- | ---------------- |
| Allemagne (BVMI)  | Or            | 250 000 +   | 2000             |
| Australie (ARIA)  | 3 × Platine   | 210 000 +   | 30 janvier 2013  |
| États-Unis (RIAA) | Platine       | 1 000 000 + | 22 janvier 2001  |
| France (SNEP)     | Or            | 100 000 +   | 1er janvier 1984 |
| Royaume-Uni (BPI) | Or            | 100 000 +   | 10 juillet 1990  |

### Singles
| Single              | Chart                    | Durée du classement | Position | Date             |
| ------------------- | ------------------------ | ------------------- | -------- | ---------------- |
| Guns for Hire       | (Hot 100)                | 5 semaines          | 84e      | 22 octobre 1983  |
| Guns for Hire       | (Mainstream Rock Tracks) | 4 semaines          | 37e      | 8 octobre 1983   |
| Guns for Hire       | (IRMA)                   | 2 semaines          | 19e      | 30 octobre 1983  |
| Guns for Hire       | (UK Singles Chart)       | 4 semaines          | 37e      | 30 octobre 1983  |
| Flick of the switch | (Mainstream Rock Tracks) | 8 semaines          | 26e      | 3 septembre 1983 |
| Nervous Shakedown   | (UK Singles Chart)       | 5 semaines          | 35e      | 5 août 1984      |
| Nervous Shakedown   | (IRMA)                   | 2 semaines          | 20e      | 5 août 1984      |